# Wahlkreis Mayotte I
Der erste Wahlkreis Mayotte ist einer der beiden französischen Wahlkreise auf der Insel Mayotte.

## Geografische und demografische Beschreibung
Der Wahlkreis umfasst die folgenden Verwaltungsabteilungen: Acoua, Bandraboua, Dzaoudzi, Koungou, Mamoudzou-I, Mamoudzou-II, Mtsamboro und Pamandzi (Verordnung Nr. 2009-935 vom 29. Juli 2009, ratifiziert vom französischen Parlament am 21. Januar 2010).

## Abgeordnete
| Wahljahr | Abgeordneter        | Partei                               | Anmerkungen                                                                    |
| -------- | ------------------- | ------------------------------------ | ------------------------------------------------------------------------------ |
| 1977     | Younoussa Bamana    | Union pour la démocratie française   | Teilwahl nach der Statusänderung von Mayotte und der Schaffung des Wahlkreises |
| 1978     | Younoussa Bamana    | Union pour la démocratie française   |                                                                                |
| 1981     | Jean-François Hory  | Parti radical de gauche              |                                                                                |
| 1986     | Henry Jean-Baptiste | Union pour la démocratie française   |                                                                                |
| 1988     | Henry Jean-Baptiste | Union pour la démocratie française   |                                                                                |
| 1993     | Henry Jean-Baptiste | Union pour la démocratie française   |                                                                                |
| 1997     | Henry Jean-Baptiste | Union pour la démocratie française   |                                                                                |
| 2002     | Mansour Kamardine   | Union pour un mouvement populaire    |                                                                                |
| 2007     | Abdoulatifou Aly    | Mouvement démocrate                  |                                                                                |
| 2012     | Boinali Said        | divers gauche                        | Abtrennung von Wahlkreis Mayotte II                                            |
| 2017     | Ramlati Ali         | Parti Socialiste                     |                                                                                |
| 2022     | Estelle Youssouffa  | Union des démocrates et indépendants |                                                                                |
| 2024     | Estelle Youssouffa  | Union des démocrates et indépendants |                                                                                |

## Wahlergebnisse

### Parlamentswahl 2017
| Kandidaten               | Kandidaten                | Parteien                                   | 1. Wahlgang | 1. Wahlgang | 2. Wahlgang | 2. Wahlgang |
| Kandidaten               | Kandidaten                | Parteien                                   | Stimmen     | %           | Stimmen     | %           |
| ------------------------ | ------------------------- | ------------------------------------------ | ----------- | ----------- | ----------- | ----------- |
|                          | Mansour Kamardinegewählt  | UMP – Union pour un mouvement populaire    | 6.876       | 36,8        | 12.901      | 64,6        |
|                          | Ibrahim Boinahery         | MDM – Mouvement démocrate                  | 2.243       | 12,0        | 7.066       | 35,4        |
|                          | Ibrahim Aboubacar         | SOC – Parti socialiste                     | 2.124       | 11,4        |             |             |
|                          | Ahamed Attoumani Douchina | UDI – Union des démocrates et indépendants | 1.813       | 9,7         |             |             |
|                          | Mouhamed Abdou            | DIV – Divers                               | 876         | 4,7         |             |             |
|                          | Arnamie Abdoul Wassion    | DVD – Divers droite                        | 740         | 4,0         |             |             |
|                          | Mikidadi Ndzakou          | DIV – Divers                               | 732         | 3,9         |             |             |
|                          | Mouhamadi Mchami          | DIV – Divers                               | 591         | 3,2         |             |             |
|                          | Kamaldine Attoumani       | VEC – Europe Écologie Les Verts            | 582         | 3,1         |             |             |
|                          | Jacques Henry             | DIV – Divers                               | 541         | 2,9         |             |             |
|                          | Adrien Theilleux          | LFI – La France Insoumise                  | 399         | 2,1         |             |             |
|                          | Kira Adacolo              | RDG – Parti radical de gauche              | 339         | 1,8         |             |             |
|                          | Saïd Thestina             | DVD – Divers droite                        | 230         | 1,2         |             |             |
|                          | Anli Madi Ngazi           | DIV – Divers                               | 210         | 1,1         |             |             |
|                          | Madi Anli                 | FN – Front national                        | 204         | 1,1         |             |             |
|                          | Siaka Mahamoudou          | DVG – Divers gauche                        | 123         | 0,7         |             |             |
|                          | Farid Boutekezez          | DIV – Divers                               | 63          | 0,3         |             |             |
| Gesamt                   | Gesamt                    | Gesamt                                     | 18.686      | 100         | 19.967      | 100         |
|                          |                           |                                            |             |             |             |             |
| Leere Stimmzettel        | Leere Stimmzettel         | Leere Stimmzettel                          | 786         | 3,8         | 723         | 3,3         |
| Ungültige Stimmzettel    | Ungültige Stimmzettel     | Ungültige Stimmzettel                      | 1.182       | 5,7         | 1.532       | 6,9         |
| Wähler                   | Wähler                    | Wähler                                     | 20.654      | 46,1        | 22.222      | 49,6        |
| Wahlberechtigte          | Wahlberechtigte           | Wahlberechtigte                            | 44.805      |             | 44.845      |             |
|                          |                           |                                            |             |             |             |             |
| Quelle: Innenministerium |                           |                                            |             |             |             |             |

### Parlamentswahl 2022
| Kandidaten               | Kandidaten                | Parteien                       | 1. Wahlgang | 1. Wahlgang | 2. Wahlgang | 2. Wahlgang |
| Kandidaten               | Kandidaten                | Parteien                       | Stimmen     | %           | Stimmen     | %           |
| ------------------------ | ------------------------- | ------------------------------ | ----------- | ----------- | ----------- | ----------- |
|                          | Estelle Youssouffagewählt | DIV – Divers                   | 3.471       | 21,0        | 12.180      | 66,6        |
|                          | Théophane Narayanin       | DIV – Divers                   | 2.920       | 17,7        | 6.115       | 33,4        |
|                          | Ahamadi Boura             | DVG – Divers gauche            | 2.596       | 15,7        |             |             |
|                          | Issihaka Abdillah         | LR – Les Républicains          | 2.398       | 14,5        |             |             |
|                          | Yasmina Aouny             | DVG – Divers gauche            | 1.409       | 8,5         |             |             |
|                          | Mohamed Moindjié          | DVC – Renaissance dissident    | 1.194       | 7,2         |             |             |
|                          | Ramlati Ali               | ENS – Ensemble ! (Renaissance) | 1.194       | 7,2         |             |             |
|                          | Elad Chakrina             | DVD – Divers droite            | 1.178       | 7,1         |             |             |
|                          | Ismaila Djaza             | DIV – Divers                   | 124         | 0,8         |             |             |
|                          | Antoine Autran            | DIV – Divers                   | 12          | 0,1         |             |             |
| Gesamt                   | Gesamt                    | Gesamt                         | 16.496      | 100         | 18.295      | 100         |
|                          |                           |                                |             |             |             |             |
| Leere Stimmzettel        | Leere Stimmzettel         | Leere Stimmzettel              | 493         | 3,0         | 505         | 2,8         |
| Ungültige Stimmzettel    | Ungültige Stimmzettel     | Ungültige Stimmzettel          | 638         | 3,9         | 666         | 3,6         |
| Wähler                   | Wähler                    | Wähler                         | 16.496      | 38,5        | 18.295      | 42,7        |
| Wahlberechtigte          | Wahlberechtigte           | Wahlberechtigte                | 42.834      |             | 42.866      |             |
|                          |                           |                                |             |             |             |             |
| Quelle: Innenministerium |                           |                                |             |             |             |             |

### Parlamentswahl 2024
| Kandidaten               | Kandidaten                | Parteien                                   | Stimmen | %    |
| ------------------------ | ------------------------- | ------------------------------------------ | ------- | ---- |
|                          | Estelle Youssouffagewählt | UDI – Union des démocrates et indépendants | 13.640  | 79,5 |
|                          | Kambi Said Said           | DIV – Divers                               | 2.513   | 14,6 |
|                          | Mikhaël Saify             | EXG – Lutte Ouvrière                       | 684     | 4,0  |
|                          | Aurélia Maillard          | REC – Reconquête                           | 325     | 1,9  |
| Gesamt                   | Gesamt                    | Gesamt                                     | 17.162  | 100  |
|                          |                           |                                            |         |      |
| Leere Stimmzettel        | Leere Stimmzettel         | Leere Stimmzettel                          | 417     | 2,3  |
| Ungültige Stimmzettel    | Ungültige Stimmzettel     | Ungültige Stimmzettel                      | 543     | 3,0  |
| Wähler                   | Wähler                    | Wähler                                     | 18.122  | 39,7 |
| Wahlberechtigte          | Wahlberechtigte           | Wahlberechtigte                            | 45.660  |      |
|                          |                           |                                            |         |      |
| Quelle: Innenministerium |                           |                                            |         |      |